# Alfa Romeo C42
El Alfa Romeo C42 fue un monoplaza de Fórmula 1 diseñado por Alfa Romeo para disputar la temporada 2022. Fue manejado por Guanyu Zhou, debutante absoluto en la «máxima categoría», y por Valtteri Bottas, proveniente de Mercedes.
Durante la pretemporada en el circuito de Barcelona-Cataluña, el chasis presentó un camuflaje color blanco y negro como decoración antes de la presentación oficial, la cual fue el 27 de febrero de 2022.

## Resultados
(Clave) (negrita indica pole position) (cursiva indica vuelta rápida)

| Año     | Motor                  | Neu. | N.º | Pilotos         | 1   | 2   | 3   | 4   | 5   | 6   | 7   | 8   | 9   | 10  | 11  | 12  | 13  | 14  | 15  | 16  | 17  | 18  | 19  | 20  | 21  | 22  | Puntos | Pos. |
| ------- | ---------------------- | ---- | --- | --------------- | --- | --- | --- | --- | --- | --- | --- | --- | --- | --- | --- | --- | --- | --- | --- | --- | --- | --- | --- | --- | --- | --- | ------ | ---- |
| 2022    | Ferrari 066/7 V6 Turbo | P    |     |                 | BHR | ARA | AUS | EMI | MIA | ESP | MON | AZE | CAN | GBR | AUT | FRA | HUN | BEL | NED | ITA | SIN | JPN | USA | MEX | SÃO | ABU | 55     | 6.º  |
| 2022    | Ferrari 066/7 V6 Turbo | P    | 24  | Guanyu Zhou     | 10  | 11  | 11  | 15  | Ret | Ret | 16  | Ret | 8   | Ret | 14  | 16† | 13  | 14  | 16  | 10  | Ret | 16  | 12  | 13  | 12  | 12  | 55     | 6.º  |
| 2022    | Ferrari 066/7 V6 Turbo | P    | 77  | Valtteri Bottas | 6   | Ret | 8   | 57  | 7   | 6   | 9   | 11  | 7   | Ret | 11  | 14  | 20† | Ret | Ret | 13  | 11  | 15  | Ret | 10  | 9   | 15  | 55     | 6.º  |
| Fuente: |                        |      |     |                 |     |     |     |     |     |     |     |     |     |     |     |     |     |     |     |     |     |     |     |     |     |     |        |      |